# Анастасіївка (Великомихайлівський район)
Анастасіївка — колишнє село в Україні, у Великомихайлівського району Одеської області. Нині частина села Новопетрівка.
17 травня 1963 року село Анастасіївка були об'єднані з селом Новопетрівка.

## Історія

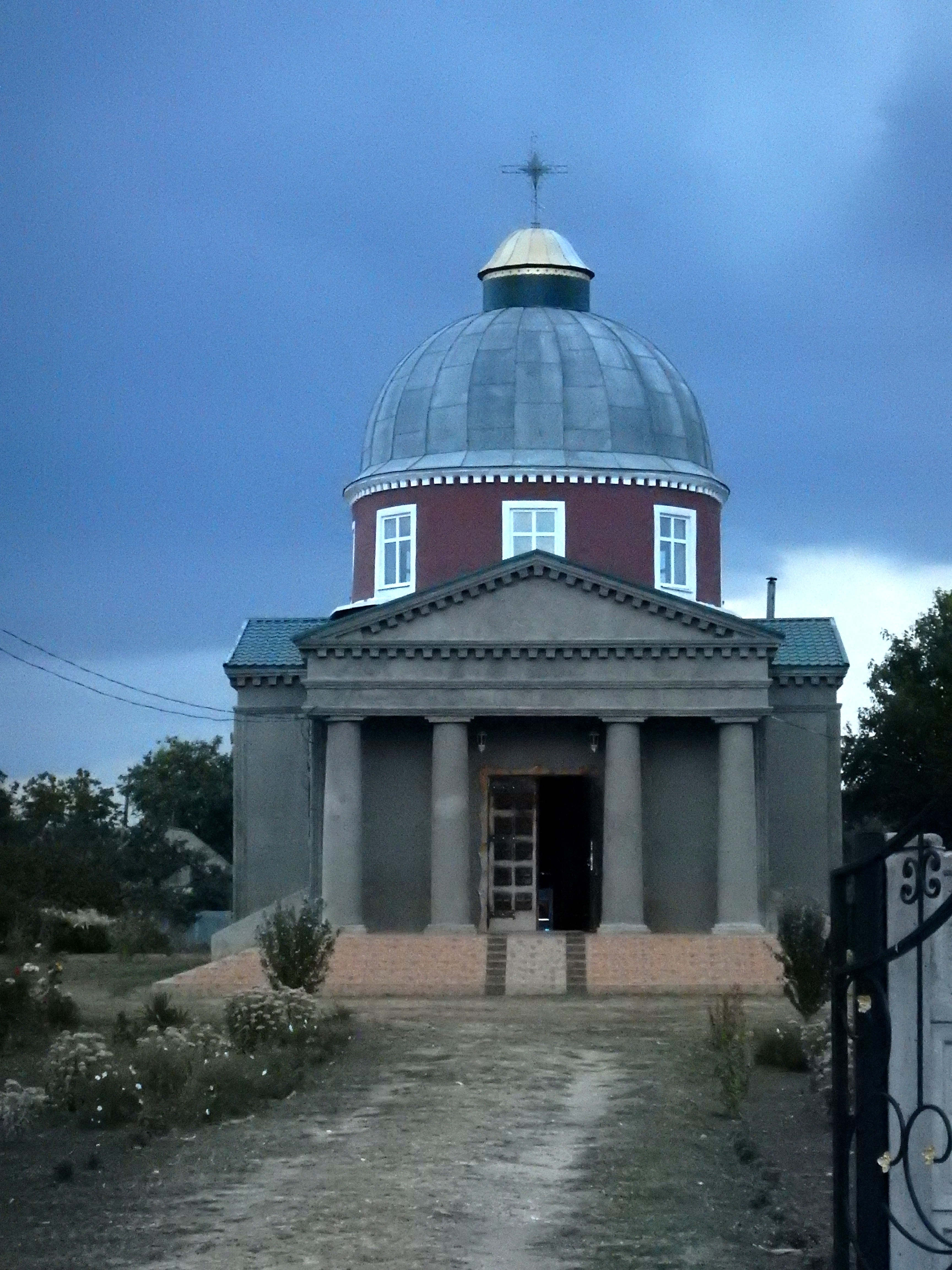
Храм Святої Преподобної Мучениці Анастасії Римлянки

Село Анастасіївка було засновано у кінці XVIII століття. Відповідно до Історико-хронологічно опису церков Таврійської і Херсонської єпархій, 1793 року у слободі Анастасіївка Тираспольського повіту була побудована дерев'яна Анастасіївська церква. Ця церква згоріла і на її місті 1825 року поміщиком Марком Гаюсом побудована кам'яна.
До приходу Анастасіївської церкви належали прихожани сіл Антонівка, Анаксія, Гірське, Кардамичеве, Ново-Катеринівка, Ново-Костянтинівка, Трудомирівка; хутори: Дмитрієв, Вапнярка, Варбани (Вербани), Гетьманський, Грабаровського, Парканський, Янишевського. 1960 року храм був закритий радянською владою, після здобуття незалежності України, 1994 року храм було повернуто громаді і реставровано. Зараз храм відновлено, він належить до УПЦ-МП.
У 1886 році Анастасіївка входила до Новопетрівської волості Тираспольського повіту Херсонської губернії.